# Candidatus
Candidatus en la classificació científica és una paraula formal que se situa davant dels noms dels gèneres i les espècies que no poden ser mantinguts en un medi de cultiu. Un exemple podria ser el Candidatus Phytoplasma allocasuarinae o Candidatus Pelagibacter ubique. L'estatus de Candidatus es pot fer servir quan un gènere o espècie està ben caracteritzat però tot i així no es pot cultivar.